# Clusia tequendamae
Clusia tequendamae är en tvåhjärtbladig växtart som beskrevs av José Cuatrecasas. Clusia tequendamae ingår i släktet Clusia och familjen Clusiaceae. Inga underarter finns listade i Catalogue of Life.